# 喬納森·德法爾科
喬納森·德法爾科（Jonathan De Falco，1984年10月8日—）是一位退休比利時足球運動員，目前以藝名Stany Falcone擔任色情演員。

## 色情演藝生涯
喬納森·德法爾科為了尋求替代收入，成為夜總會的Go-go dancing，因為曾是運動員擁有一身肌肉，很快速的收到比利時以外的國家，例如德國、義大利和法國的邀約。
最終他以藝名Stany Falcone，從事同性戀色情影片拍攝工作，他說作為一名足球運動員時非常難掩飾自己的性向，所以出櫃使自己得到非常大的安慰。

## 外部連結
- Stany Falcone（页面存档备份，存于）官方網站